# Comuna Hilți, Ciornuhî
Hilți (în ucraineană Гільці) este o comună în raionul Ciornuhî, regiunea Poltava, Ucraina, formată din satele Hilți (reședința) și Nova Petrivșciîna.

## Demografie
Componența lingvistică a comunei Hilți
     Ucraineană (98,22%)
     Rusă (1,58%)
     Alte limbi (0,1%)
Conform recensământului din 2001, majoritatea populației comunei Hilți era vorbitoare de ucraineană (98,22%), existând în minoritate și vorbitori de rusă (1,58%).